# Raviscanina
Raviscanina è un comune italiano di 1 138 abitanti della provincia di Caserta in Campania.

## Storia
L'attuale Raviscanina iniziò a prendere forma durante il XV secolo, quando una parte degli abitanti della Rupe Canina (al tempo sotto l'egida dei Marzano) iniziò a stabilirsi a valle fondando due insediamenti: quello che in seguito prenderà il nome di Sant'Angelo d'Alife e quello appunto di Raviscanina.
Dal 1927 al 1945 appartenne alla provincia di Benevento, a seguito della temporanea soppressione della provincia di Caserta.

### Simboli
Lo stemma e il gonfalone del comune di Raviscanina sono stati concessi con decreto del presidente della Repubblica del 7 gennaio 2010.
Il gonfalone è costituito da un drappo di rosso.

## Società

### Evoluzione demografica
Abitanti censiti

## Amministrazione

### Gemellaggi
- Castellammare di Stabia (gemellaggio scolastico)[7]